# 巴黎條約 (1259年)

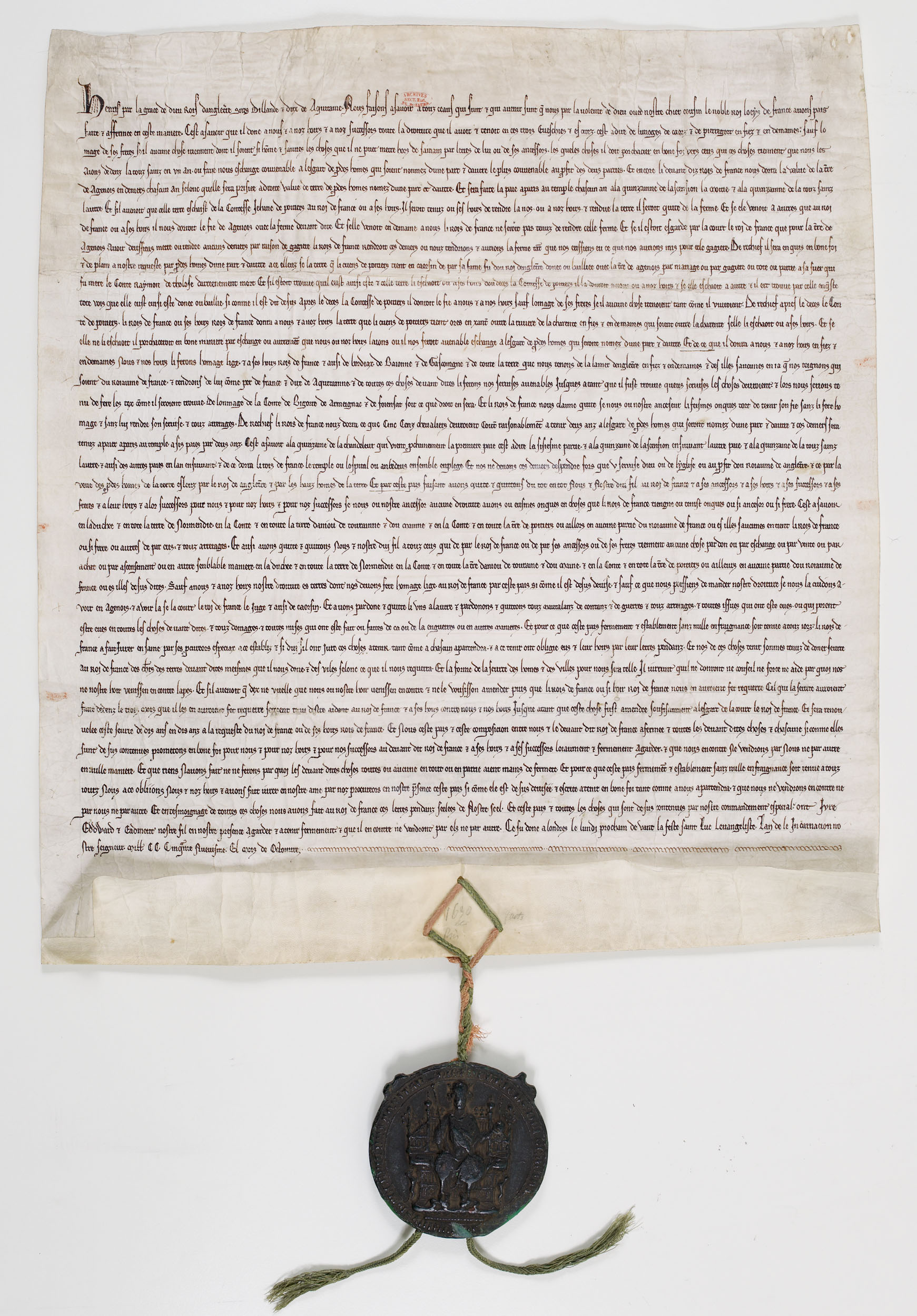
亨利三世於1259年10月13日批准巴黎條約

巴黎条约（Treaty of Paris）是英格兰国王亨利三世和法国国王路易九世于1259年12月4日签署的条约。亨利三世同意放弃诺曼底（除了海峡群岛）、曼恩省、安茹省和普瓦图。他可以继续占有法国的加斯科尼和部分阿基坦，但只作为路易九世的诸侯身份保有。作为交换，路易九世不再支持反英叛乱 。这个条约间接导致了英法百年战争。